# 核蒸联合动力方式

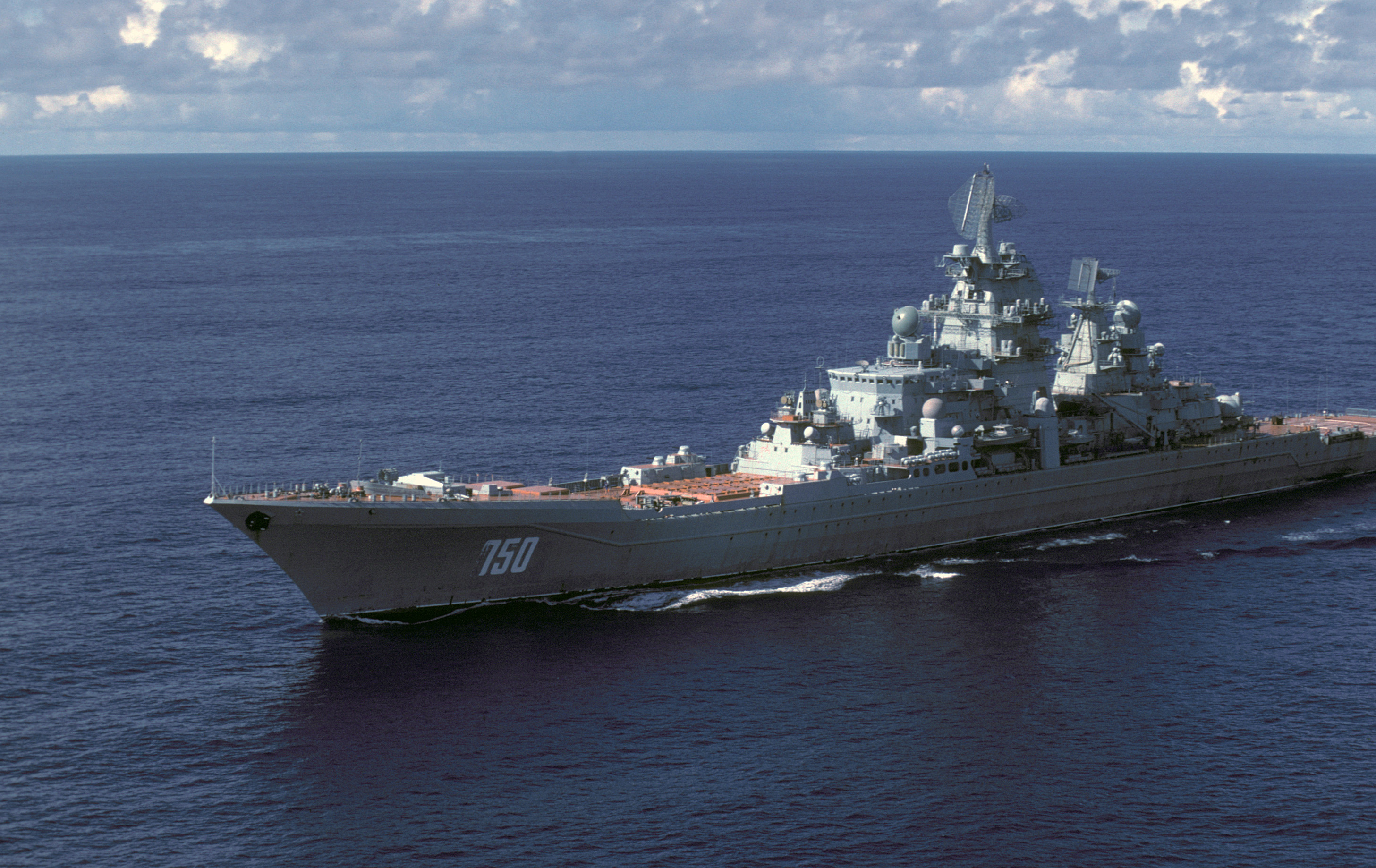
航行中的苏联基洛夫级核动力导弹巡洋舰弗伦泽号，其采用了核蒸联合动力

核蒸联合动力方式（英語： 简称：）为前苏联基洛夫级导弹巡洋舰的动力方式。
基洛夫级巡洋舰除了其核反应堆外还安装了两台常规锅炉，作为反应堆故障时的备用动力。核反应堆和常规锅炉都可驱动两台蒸汽轮机，在两个螺旋槳上输出12万马力（89兆瓦）的功率。
然而這種說法有大量俄羅斯一方的資料進行質疑，因為他們引用當時蘇聯的資料認為北方設計局只不過是因為蘇聯高層對核反應爐安全性的質疑，才緊急追加了兩台備用常規動力鍋爐，尤其兩種動力之間蒸氣壓力輸出不成比例，根本不能夠並聯使用，因此他們認為該巡洋艦的動力模組只是一種交替動力。正常情況下使用高功率的核反應爐高速行駛以及作戰，低功率的常規動力鍋爐則負責慢速巡航以及作為核反應堆一旦故障的時候的備用動力模組；類似於COGOG、CODOD和CODOG。